# サウス・エルーサラ
サウス・エルーサラ（英語: South Eleuthera）はバハマの県である。県都はロック・サウンド（Rock Sound）。

## 隣接行政区画
- セントラル・エルーセラ
- キャット島

## 交通
- ロック・サウンド国際空港（英語版）